# Goldsieber
Goldsieber est un éditeur de jeux de société basé en Allemagne à Fürth. Sa production est basée sur les jeux d'auteurs, qu'il s'agisse de grands jeux, de jeux en bois, de jeux de cartes originaux ou de jeux pour enfants.
Depuis le 1er janvier 2002, Goldsieber a rejoint la société Noris Spiele.

## Quelques jeux édités
| Titre                                      | Date de parution | auteur(s)                                    | Prix et récompenses                                              |
| ------------------------------------------ | ---------------- | -------------------------------------------- | ---------------------------------------------------------------- |
| Linie 1                                    | 1995             | Stefan Dorra                                 |                                                                  |
| Carabande                                  | 1996             | Jean du Poël                                 |                                                                  |
| Entdecker                                  | 1996             | Klaus Teuber                                 |                                                                  |
| Löwenherz                                  | 1997             | Klaus Teuber                                 | Deutscher Spiele Preis 1997                                      |
| Mississippi Queen                          | 1997             | Werner Hodel                                 | Spiel des Jahres 1997, Essener Feder 1997                        |
| Njet!                                      | 1997             | Stefan Dorra                                 |                                                                  |
| Fossil                                     | 1998             | Klaus Palesch                                | Games Magazine Awards 1999                                       |
| IDO                                        | 1998             | Bernhard Weber                               |                                                                  |
| Pfeffersäcke                               | 1998             | Christwart Conrad                            |                                                                  |
| Big City                                   | 1999             | Franz-Benno Delonge                          |                                                                  |
| Kontor                                     | 1999             | Michael Schacht                              |                                                                  |
| Money                                      | 1999             | Reiner Knizia                                |                                                                  |
| Tohuwabohu                                 | 1999             | Michael Schacht                              |                                                                  |
| Vino                                       | 1999             | Christwart Conrad                            |                                                                  |
| Doge                                       | 2000             | Leo Colovini                                 |                                                                  |
| Kardinal und König (le cardinal et le roi) | 2000             | Michael Schacht                              |                                                                  |
| Papperlapapp                               | 2000             | Michael Schacht                              |                                                                  |
| Wongar                                     | 2000             | Richard Borg et Alan R. Moon                 |                                                                  |
| Das Amulett                                | 2001             | Alan R. Moon et Aaron Weissblum              |                                                                  |
| Isis & Osiris                              | 2001             | Michael Schacht                              |                                                                  |
| Affenraffen                                | 2002             | Michael Schacht                              |                                                                  |
| Goldland                                   | 2002             | Wolfgang Kramer                              |                                                                  |
| New England                                | 2002             | Alan R. Moon et Aaron Weissblum              | Games Magazine Awards 2004                                       |
| Hoppla Lama                                | 2003             | Roberto Fraga                                | Concours de créateurs de jeux de Boulogne-Billancourt Primé 2003 |
| Dino Booom                                 | 2004             | Dominique Ehrhard et Pierre-Nicolas Lapointe |                                                                  |
| Igloo Igloo ou Iglu Iglu                   | 2004             | Bruno Faidutti et Bruno Cathala              |                                                                  |